# 新圣母堂 (那不勒斯)
新圣母堂（Chiesa di Santa Maria La Nova）是意大利坎帕尼亚大区那不勒斯省那不勒斯市中心基艾亚区的一座文艺复兴建筑，原为天主教教堂和修道院。它位于邮政总局东侧对面一条侧街的起点，圣嘉勒圣殿（Santa Chiara）及修道院以南不远。今天，毗邻的修道院设有 Museo ARCA 现代宗教艺术博物馆。

## 历史
13世纪初，在其附近已有一座方济各会的圣母修道院。但是在1268年，被查理一世下令拆除，建造他的新堡（安茹城堡）。1279年，修士们获得这个地址，建造新教堂，因此命名为新圣母堂。它最初为哥特式建筑，饱受那不勒斯频繁的地震之苦，1587年12月13日圣埃莫堡的爆炸也使它严重受损。
最后一次重建是在1596-1599年，形成今天看到的立面，由Agnolo Franco设计 作为典型的方济各会教堂，立面简朴克制，进堂要经过一段楼梯。

## 内部
教堂的天花板装饰有46幅镀金框架的长方形壁画，完成于1598-1600年。在贡献的艺术家中，有弗朗切斯科·库里亚、吉罗拉莫 ·伊姆帕拉托（圣母升天）、法布里齐奥·桑塔费德（圣母加冕）、乔瓦尼·贝纳迪诺·阿佐利诺、贝利萨里奥·科伦齐奥（耶稣受难）、路易吉·罗德里格斯（"先知"和"西比尔斯"）、切萨雷·斯梅特、托马索 · 毛里齐奥。沿着窗户是贝利萨里奥·科伦齐奥的壁画"信仰的象征"，他还与路易吉·罗德里格斯合作，在反立面画了"最后审判"。 反立面的右侧是Aert Mytens一幅画作的复制品。耳堂的画作是尼科拉·马林科尼科和贝利萨里奥 · 科伦齐奥的作品。
在祭坛右侧的小堂，有一幅西蒙·帕帕的画，19世纪由路易吉·帕斯托修饰。唱经楼（1621年）的建筑师和装饰师包括科伦齐奥、帕帕、德莱昂，灰泥装饰由弗朗切斯科·纳波莱拉完成。祭坛的左侧是为多梅尼科·马里内利和马特奥·特雷利亚的银"帕利奥托"，由洛伦佐·瓦卡罗和盖塔诺·维西瓦勒设计。墙壁由贝纳斯基完成壁画，托马索马尔维托完成雕塑。，小堂的拱门壁画（1699-1701）由尼科拉马林科尼科完成。
正祭台（1640年）由科西莫·范扎戈构思，马里奥·科蒂、朱塞佩·佩利扎和安德烈亚·拉扎罗协助完成。阿戈斯蒂诺·博尔盖蒂完成了供游行的木制雕像。
右侧的第一个小堂有巴蒂斯特洛·卡拉乔洛的画作，尼科利·卡莱蒂和多梅尼科·蒙特罗索的雕塑。祭坛画是特奥多罗·德埃里科的作品。第二个小堂有贝内代托·托雷的画作。第三座小堂有马可·皮诺的画作和科伦齐奥的壁画，祭坛由吉罗拉莫·德奥里亚设计。第四个小堂有乔瓦尼·巴蒂斯塔·贝纳斯基的画作。第五座小堂有朱塞佩·马鲁洛和桑蒂略·桑迪尼的画作，而祭坛画（1620年）则归于弗朗切斯科·巴尔西梅利。第六座小堂由朱塞佩·加洛设计，由弗朗切斯科·安东尼奥·阿尔托贝洛和奥诺弗里奥·德·莱昂绘画；第七座小堂部分被管风琴所阻挡，有桑蒂略·桑迪尼的画作。

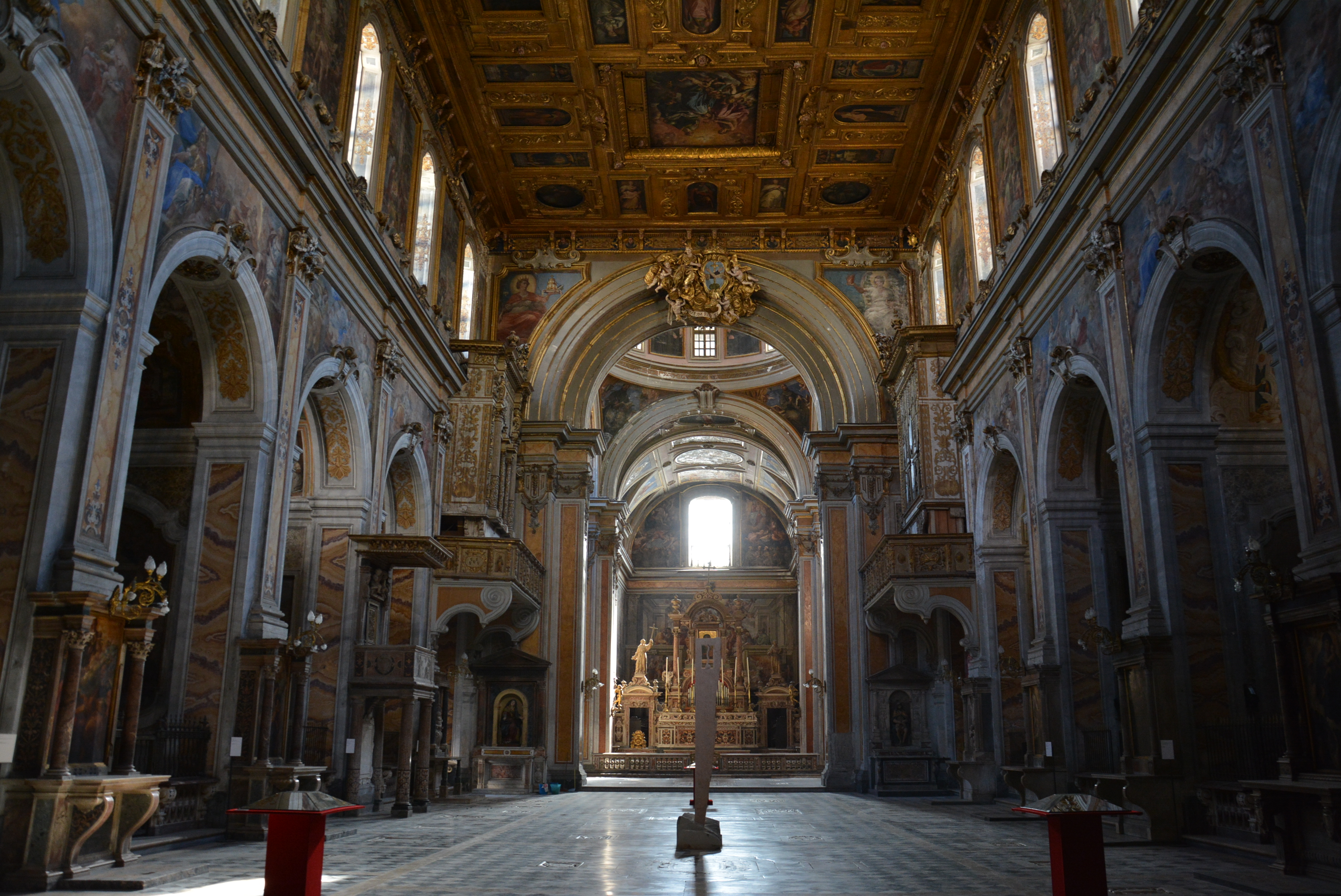

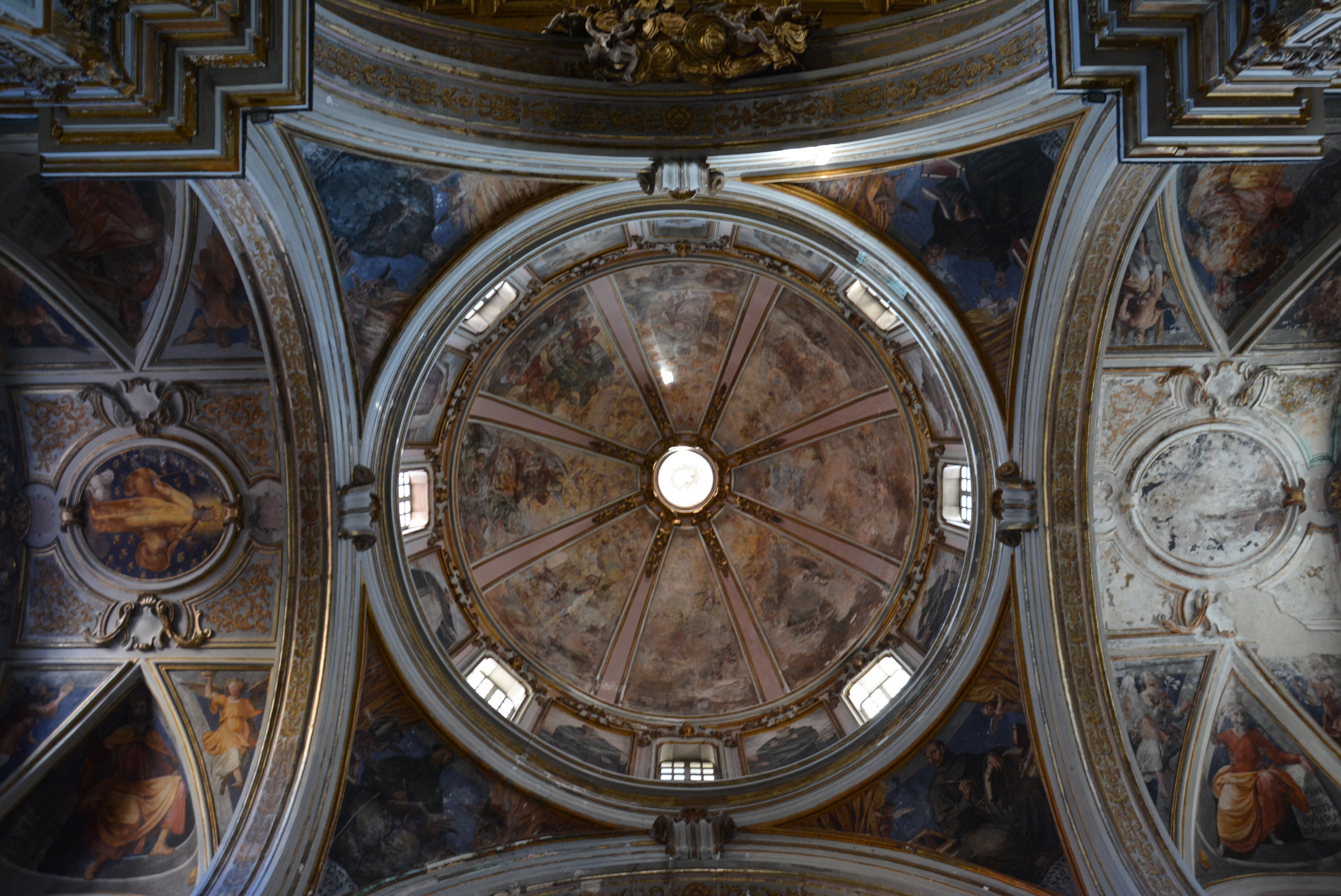

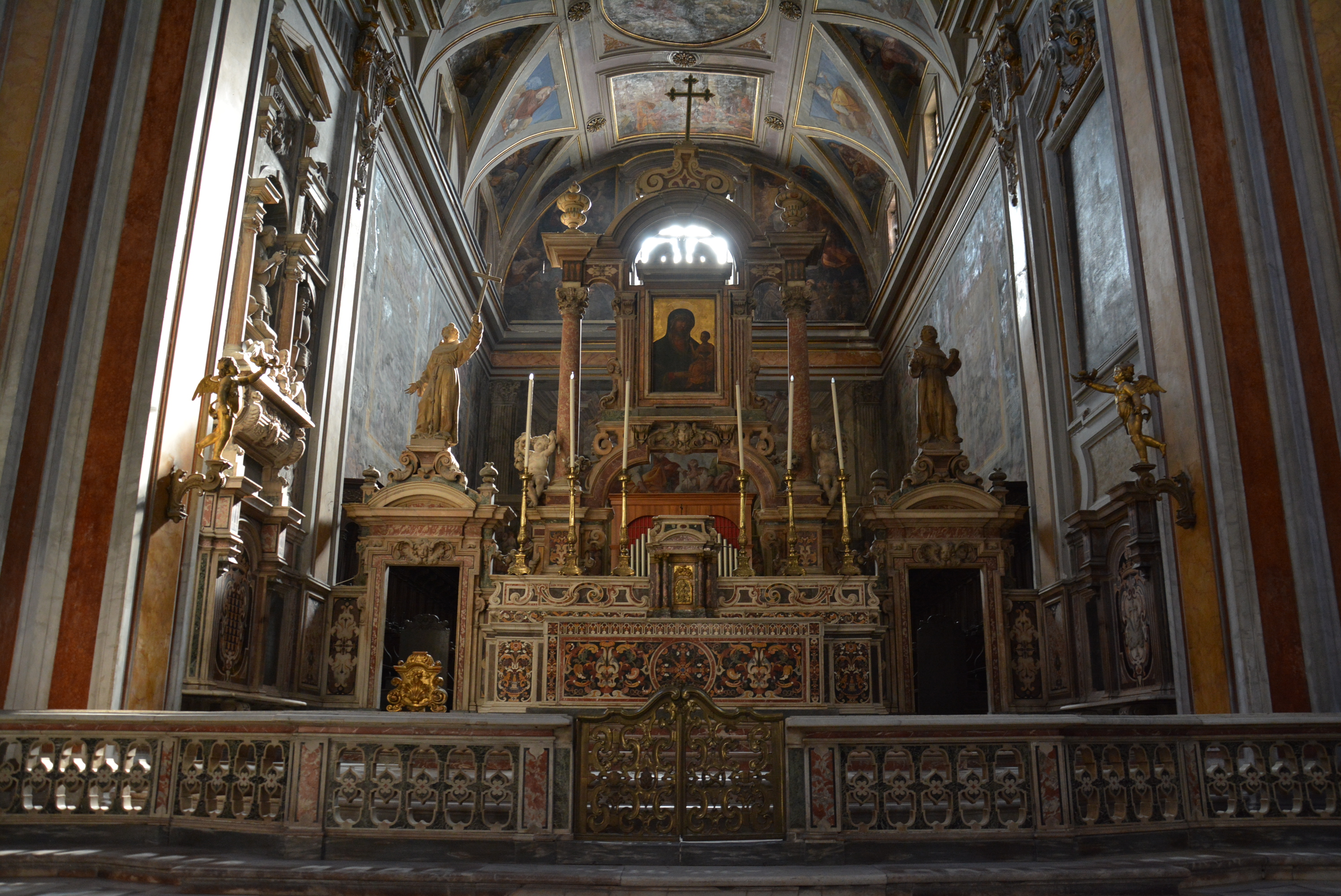

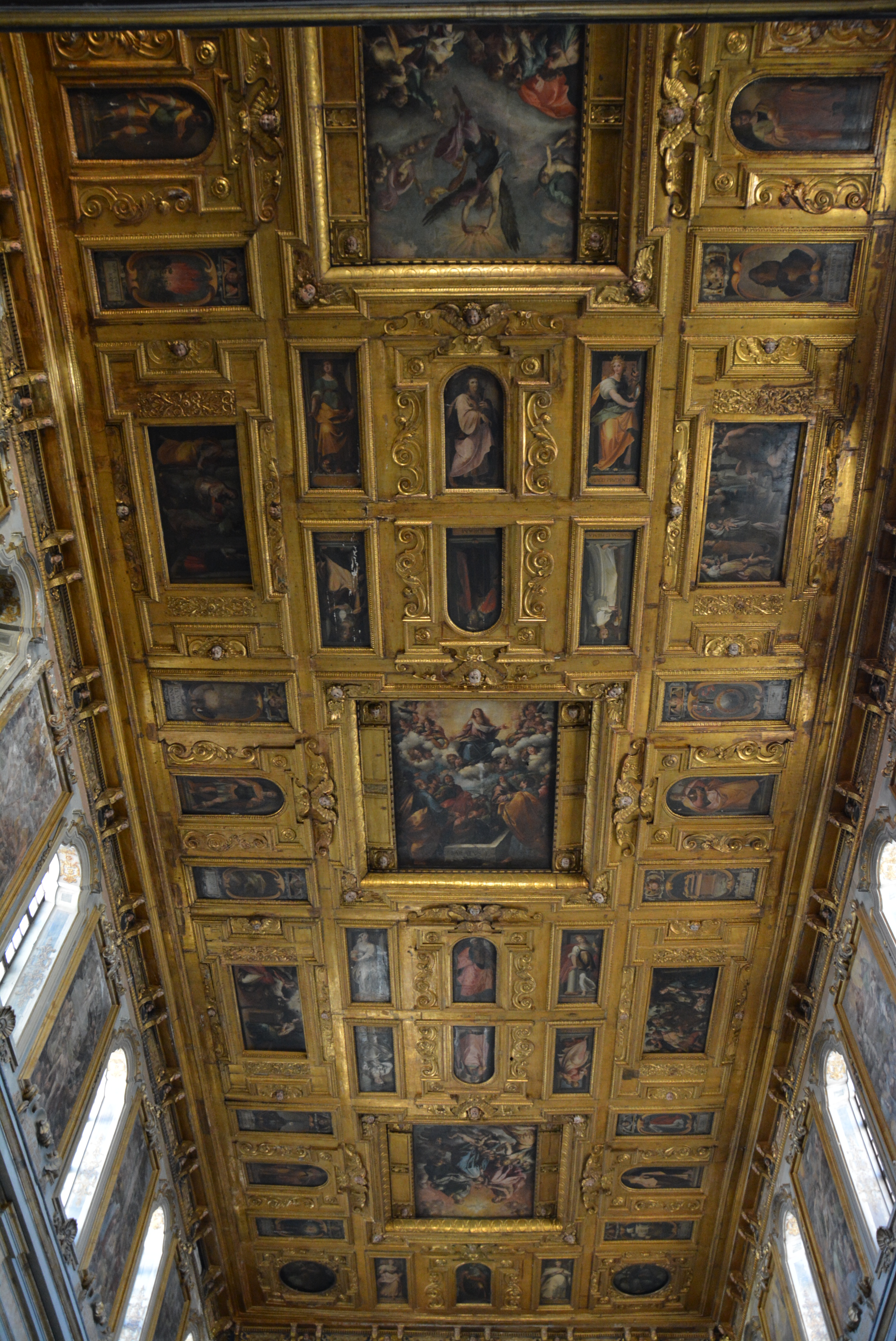

左侧的第三座小堂是教堂里最大的小堂，称为圣雅各伯小堂（Cappellone di San Giacomo della Marca），保存着圣人的圣髑。伟大的船长冈萨洛·迪·科尔多瓦委托建造了小堂。天花板壁画是马西莫·斯坦齐奥内的"圣人的奇迹"，包括那不勒斯人抬着圣髑游行，祈求阻止维苏威火山1631年的喷发。小堂纪念或埋葬许多勇士：突尼斯的阿米达，一度曾被查理五世封为国王，1601年在那不勒斯流亡期间去世；马耳他的征服者弗朗切斯科·迪·科尔多瓦，冈萨洛的侄子委托乔瓦尼·达·诺拉为船长、彼得罗·纳瓦罗（自杀身亡）以及死于围城期间的法国将军奥黛特·迪福瓦的坟墓制作雕塑 。 
左侧的第一座小堂有西贝利的画作，左侧的第二座小堂有一位不知名的16世纪画家的壁画。左侧的第四座小堂有卡拉乔洛·迪·圣特奥多罗公爵的陵墓，由多梅尼科·莫兰特设计，还有米歇尔·佩罗内的木制雕像，和贝纳斯基的壁画；左边的第五座小堂有朱塞佩·卡斯特拉诺、贝纳斯基和德莱昂的画作；左侧的第六座小堂有彼得罗·尼科利尼设计的祭坛，以及朱塞佩·马斯特罗莱奥和安德烈·德莱昂的画作。讲坛由巴尔西梅利雕刻。左侧的第七座小堂，部分被管风琴阻挡，有卢卡·焦尔达诺8岁时的画作。
该堂是一个修道院建筑群的一部分，现在大部分都改为市政办公空间。